# Torymus igniceps
Torymus igniceps är en stekelart som beskrevs av Mayr 1874. Torymus igniceps ingår i släktet Torymus och familjen gallglanssteklar. Arten är reproducerande i Sverige. Inga underarter finns listade i Catalogue of Life.